# Sphaenothecus toledoi
Sphaenothecus toledoi là một loài bọ cánh cứng trong họ Cerambycidae.